# Franc Rozman
Franc Rozman, surnommé Stane (27 mars 1911 – 7 novembre 1944), est un commandant de l'armée des partisans slovènes de Yougoslavie pendant la Seconde Guerre mondiale.
La Slovénie a émis une pièce commémorative de 2 euros pour le 100e anniversaire de sa naissance.